# Vilho Askola

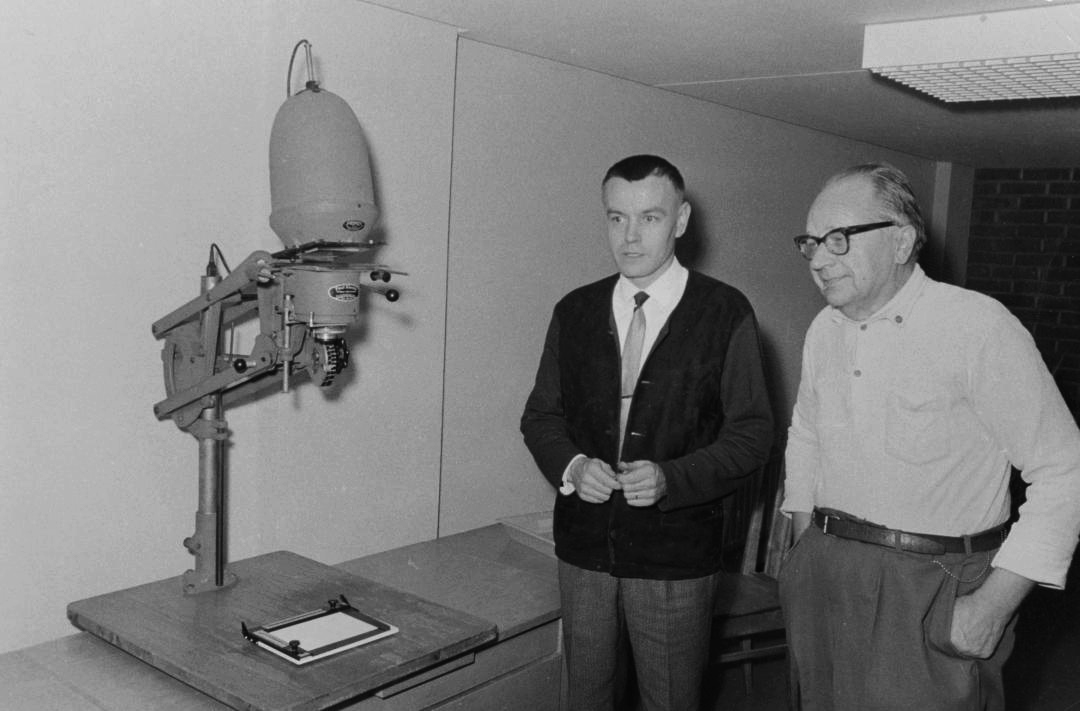
Vilho Askola (t.h.) år 1967.

Vilho Askola, född 9 november 1906 i Sankt Petersburg, död 27 april 1994 i Nurmijärvi, var en finländsk grafiker.
Askola studerade vid Centralskolan för konstflit 1927–1929 och Finska Konstföreningens ritskola 1929–1931. Han tillhörde vid sidan av Erkki Tanttu den finländska träsnittskonstens pionjärer.
I Askolas konstnärskap märks främst hans ibland japanskinspirerade landskapsskildringar, inte minst av det finska vinterlandskapet. Han ställde första gången ut 1934, men på en utställning 1986 i Tammerfors konstmuseum visades även hans äldsta arbeten från 1924. Han erhöll Pro Finlandia-medaljen 1960 och professors namn 1987.